# Genesis (álbum de Job for a Cowboy)
Genesis es el primer álbum de larga duración de la banda estadounidense de death metal Job for a Cowboy. Es su primer álbum conceptual, generando una historia basada en las posibles consecuencias de a implantación masiva de microchips de identificación y como este suceso se relaciona con las advertencias enunciadas en el Apocalípsis de San Juan y otras teorías de conspiración apocalípticas. En cuanto al sonido, el álbum está más enfocado hacia el death metal de lo que fue su álbum anterior, Doom, el cual se encasilla totalmente dentro del género deathcore.
Aquellas personas que pre-ordenaron el álbum recibieron una copia firmada días anteriores a su fecha de lanzamiento oficial, el 15 de mayo de 2007. Génesis es el último álbum de Job for a Cowboy en contar con Ravi Bhadriraju y el baterista Elliott Sellers.

## Temas de las letras
No tenemos nada contra los cristianos y tampoco somos una banda satánica o algo así, simplemente creo que el concepto del álbum es bastante fresco y estoy contento con el resultado. Estoy seguro de que habrá alguna reacción por parte del sector cristiano, pero ¿qué se puede hacer al respecto?
Ravi Bhadriraju

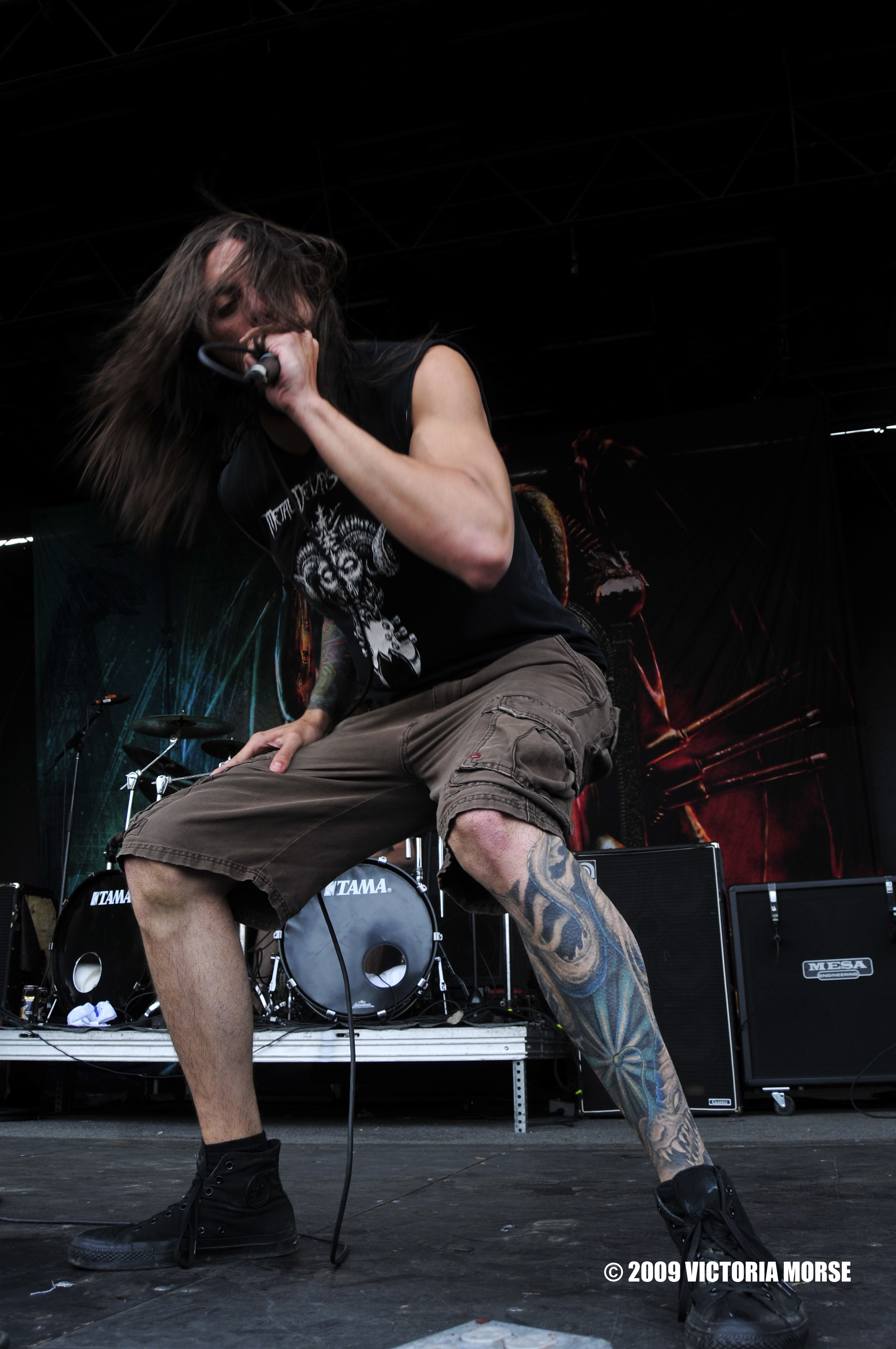
Foto tomada el 8 de agosto en el Comcast Theatre.

Génesis es un álbum conceptual en el que menciona el VeriChip, un sistema de una identificación por radiofrecuencia (RFID) a través de un microchip, el cual, supuestamente es implantado bajo la piel humana. El dispositivo ha generado controversia entre algunos grupos religiosos, que se han puesto en contra de su posible uso, ya que, según la Biblia, existe una profecía donde menciona que en algún punto de la historia, todas las personas recibirán la marca de la bestia "en la mano derecha o en la frente", todo esto descrito en el libro del Apocalipsis 13: 16-18, con el fin de que todo mundo participe en las actividades económicas bajo el gobierno del Anticristo.
Blabbermouth explicó "Aunque [Génesis] no se promueve como un esfuerzo conceptual, las canciones claramente cuentan una historia de tecnología, religión y gobiernos corruptos, y cómo se combinan para conducir al fin de la civilización".
El vocalista Jonny Davy dijo que su interés en escribir un álbum sobre el VeriChip surgió de su comprensión de ser ateo a una edad temprana y que "con el tiempo, leí acerca de muchas religiones, conspiraciones religiosas y conspiraciones en general. El álbum es en realidad sobre un biochip llamado 'VeriChip' que se está implantando [en las personas] y se utiliza con fines de identificación médica y fines monetarios. La gente siente que es una invasión de la privacidad, y el otro aspecto es que los líderes religiosos se han opuesto a ella por temor a que esto sea el cumplimiento de una profecía en el Libro de las Revelaciones". Continuó diciendo "Del lado religioso , puedes encender la televisión cristiana estadounidense y hablarán acerca [del VeriChip] en sus pequeños programas de entrevistas. Los líderes religiosos temen que el Anticristo use el chip para controlar a todos los hombres y mujeres en Estados Unidos y más tarde en todo el mundo ".

## Estilo musical
Chad Bowar de About.com describe la evolución musical de la banda, diciendo: "el sonido de Job For A Cowboy ha evolucionado de deathcore a death metal sin más." Bowar también elogió a los guitarristas Ravi Bhadriraju y Bobby Thompson, diciendo que ambos han realizado un trabajo "bueno a la creación de riffs innovadoras y jugar algunos solos rápidos".

## Recepción de la crítica
En el día del lanzamiento, el álbum debutó en el número 54 en la lista Billboard 200 y número 4 de Top álbumes independientes, y vendió cerca de 13.000 copias en su primera semana, lo que hace a Génesis, la más alta de gráficos debut de heavy metal desde su el debut en 1999 de Slipknot álbum. El video musical de "Embedded" fue dirigido por las películas nominadas a los premios Grammy Popcore.
El álbum recibió críticas generalmente positivas, con Kerrang! la revista diciendo: "Un disco que, literalmente, borra todos los demás que actualmente residen en la muerte y moler escenas" y "una de las compras de metal más esenciales del año". Scott Alisoglu de Blabbermouth.net, elogió el álbum diciendo: que Génesis "es un fuerte comunicado de death metal moderno."
La canción "Embedded" está disponible como contenido descargable para Rock Band

## Lista de canciones
Todas las canciones escritas y compuestas por Job for a Cowboy.
| N.º | Título                       | Duración |  |
| 1.  | «Bearing the Serpent's Lamb» | 2:50     |  |
| 2.  | «Reduced to Mere Filth»      | 2:58     |  |
| 3.  | «Altered from Catechization» | 4:15     |  |
| 4.  | «Upheaval»                   | 2:35     |  |
| 5.  | «Embedded»                   | 3:36     |  |
| 6.  | «Strings of Hypocrisy»       | 2:25     |  |
| 7.  | «Martyrdom Unsealed»         | 2:36     |  |
| 8.  | «Blasphemy»                  | 1:42     |  |
| 9.  | «The Divine Falsehood»       | 4:24     |  |
| 10. | «Coalescing Prophecy»        | 3:26     |  |

## Personal
Job for a Cowboy
- Jonny Davy – vocales
- Bobby Thompson – guitarra
- Ravi Bhadriraju – guitarra
- Brent Riggs – bajo
- Elliott Sellers – Batería

Producción
- Cory Spotts – ingeniero de grabación, productor
- Andy Sneap – masterización, mezclador
- Dennis Sibeijn – Diseño